# Jonesville (Indiana)
Jonesville es un pueblo ubicado en el condado de Bartholomew en el estado estadounidense de Indiana. En el Censo de 2010 tenía una población de 177 habitantes y una densidad poblacional de 533,91 personas por km².

## Geografía
Jonesville se encuentra ubicado en las coordenadas 39°3′35″N 85°53′18″O / 39.05972, -85.88833. Según la Oficina del Censo de los Estados Unidos, Jonesville tiene una superficie total de 0.33 km², de la cual 0.33 km² corresponden a tierra firme y (0%) 0 km² es agua.

## Demografía
Según el censo de 2010, había 177 personas residiendo en Jonesville. La densidad de población era de 533,91 hab./km². De los 177 habitantes, Jonesville estaba compuesto por el 92.66% blancos, el 0% eran afroamericanos, el 2.26% eran amerindios, el 0% eran asiáticos, el 0% eran isleños del Pacífico, el 3.39% eran de otras razas y el 1.69% pertenecían a dos o más razas. Del total de la población el 3.95% eran hispanos o latinos de cualquier raza.